# 2468 Repin
2468 Repin è un asteroide della fascia principale. Scoperto nel 1969, presenta un'orbita caratterizzata da un semiasse maggiore pari a 2,3266177 UA e da un'eccentricità di 0,1566618, inclinata di 5,72048° rispetto all'eclittica.
L'asteroide è dedicato al pittore russo Il'ja Efimovič Repin.